# Vojinovićova věž

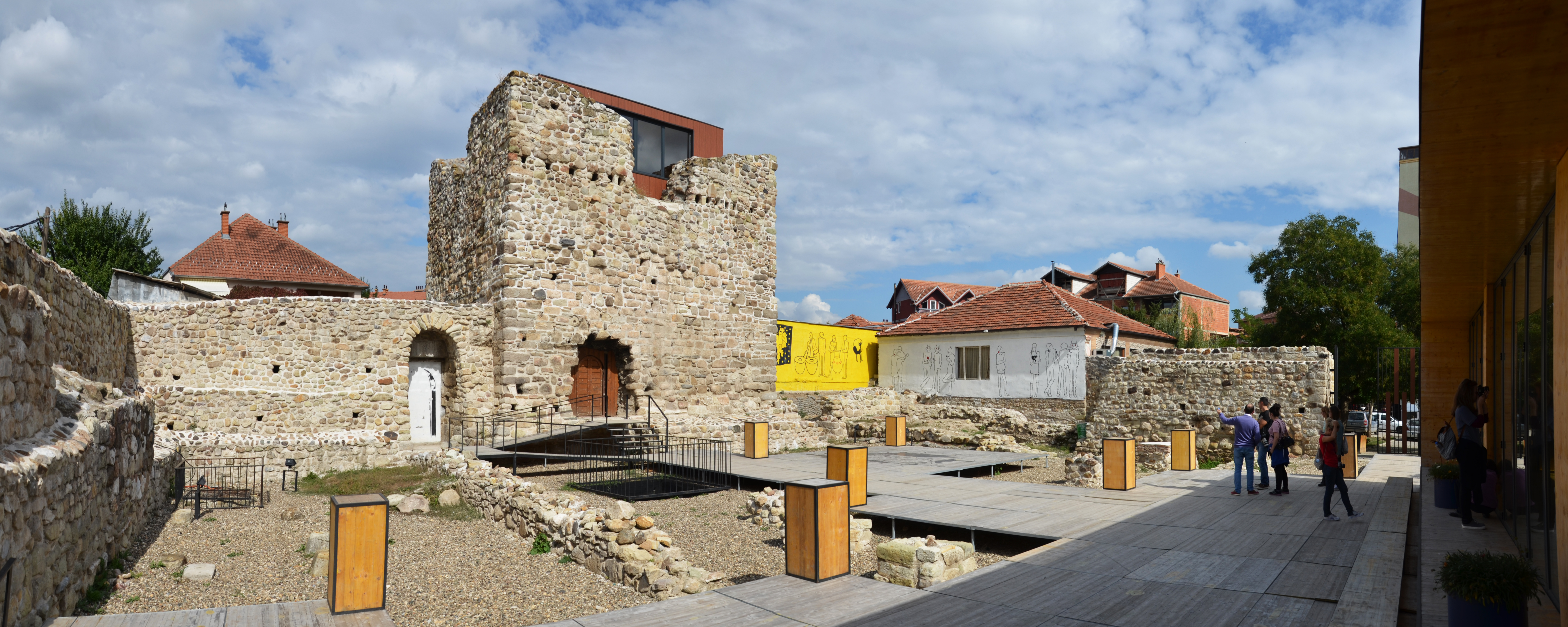
Současný pohled.

Vojinovićova věž (albánsky Kulla e Vojinovcit, srbsky Војиновића кула/Vojinovića kula) je dochovaná věž (donjon)[zdroj?], která se nachází ve městě Vučitrn v Kosovu. V 15. století byla sídlem Đurađa Brankoviće, který byl místním správcem oblasti před příchodem osmanských Turků. Stáří věže není známo, pravděpodobně vznikla ještě za existence středověkého Srbska za vlády Štěpána Dušana, nebo případně i řadu let před tím.[zdroj?]
Věž je jedinou součástí středověké pevnosti, která se na místě dnešního města Vučitrnu nacházela. Své jméno má podle rodu Vojnovićů, o kterých byli v dobách existence Osmanské říše zpívány lidové písně. O zničení původní pevnosti se zmínil ve svých cestopisech i Evlija Čelebi. Osmanští správci, kteří sídlili ve Vučitrnu, využívali areál pevnosti jako sklad obilí, kukuřice a ječmene. Původní jižní brána do areálu byla později zazděna a nahrazena novou bránou, která vznikla na východní straně.
V letech 2008-2013 zde probíhal rozsáhlý archeologický průzkum a konzervační práce.
Věž byla zbudována ze zdiva o tloušťce tří metrů, z velkých kamenných bloků. Ve zdivu se nacházely různé střílny. Její rozměry činily 11,3 x 11,3 metry. Vstup do ní nevedl z přízemí, nýbrž po dřevěném žebříku z jižní strany. V případě nepřátelského útoku bylo možné žebřík vysunout a snadno tak nepříteli zabránit v proniknutí do věže.